# Siemens S65
Das Siemens S65 ist ein GSM-Mobiltelefon des ehemaligen Handyherstellers Siemens Mobile, das im dritten Quartal 2004 auf den Markt kam. Das S65 kostete bei der Markteinführung 479 Euro und war damit eines der Oberklasse-Mobiltelefone des Herstellers. Es löste das Vorgängermodell S55 ab. Siemens stellte die Produktion von Mobiltelefonen Ende 2005 ein und verkaufte die Namensrechte an den taiwanischen Elektronikkonzern BenQ, dessen Mobiltelefon-Tochter BenQ Mobile Anfang 2007 liquidiert wurde.
Das S65 hatte bei Erstauslieferung einen Softwarebug, der bei Gesprächsabbruch wegen eines leeren Akkus so laut die Ausschaltmelodie spielte, dass Siemens warnte: „Im Extremfall könnte die Lautstärke zu Hörschäden führen.“
Viele deutsche Mobilfunkanbieter unterbrachen zeitweise den Vertrieb des Gerätes auf Grund dieses Problems, das schließlich durch Software-Updates behoben wurde.
Das S65 war das erste Mobiltelefon mit einer integrierten 1,3-Megapixel-Kamera in Deutschland. Die integrierte Kamera nimmt Fotos mit maximal 1280 × 960 Bildpunkten durch ein Fix-Fokus-Objektiv auf. Wie bei Mobiltelefonen dieser Klasse – zu dieser Zeit – üblich ist die Bildqualität nur bei hellem Licht akzeptabel. Ferner können Videosequenzen mit bis zu 176 × 144 Pixel aufgenommen werden. Bei älteren Firmwareversionen war die Länge dieser Videos auf 30 Sekunden beschränkt.
Zum Datenaustausch verfügt das S65 über eine serielle Schnittstelle – über welche eine Verbindung mit dem PC mittels Datenkabel, wahlweise über USB oder RS-232, hergestellt werden kann –, Infrarot- und Bluetooth-Schnittstellen, auch ein Datenversand per MMS oder E-Mail über GPRS ist möglich.

## Weitere Modelle der Reihe
- Das Modell Siemens S65v wurde mit Vodafone-Branding hergestellt.
- Ab März 2005 war das Modell Siemens SP65 erhältlich, bei dem keine Kamera eingebaut war.

## Technische Daten
| Kenngröße         | Daten                                                                          |
| ----------------- | ------------------------------------------------------------------------------ |
| Funknetz          | GSM Triband 900/1800/1900 MHz                                                  |
| Maße              | 109 × 48,5 × 21 mm                                                             |
| Gewicht           | 104 g                                                                          |
| Display-Auflösung | 132 × 176 Pixel                                                                |
| Display-Farbtiefe | 65.536 Farben (16 Bit)                                                         |
| Akkulaufzeit      | 250 h                                                                          |
| Betriebssystem    | Siemens-spezifisch/65er-Serie OS                                               |
| GPRS              | Class 10 (2 Tx / 4 Rx)                                                         |
| Schnittstellen    | Bluetooth, IrDA, serieller Datenanschluss, Slim-Lumberg                        |
| Besonderheiten    | Megapixel-Kamera, Video-Player/Recorder, RS-MMC-Slot (bis 1 GB), Sync-Software |

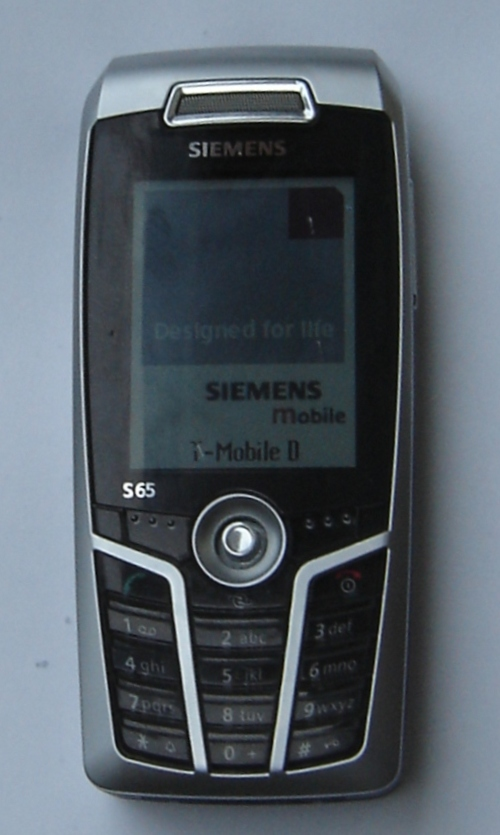
Siemens S65 von vorne
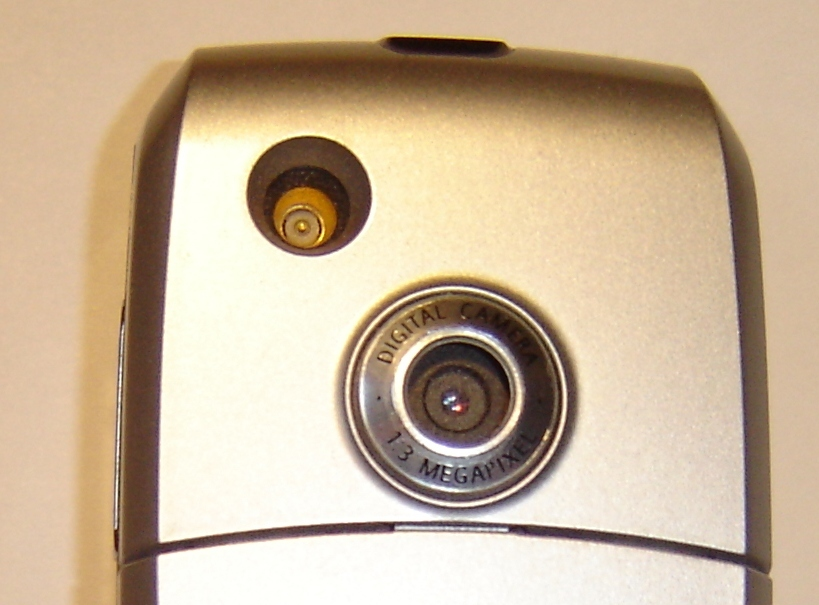
Integrierte Kamera an der Rückseite
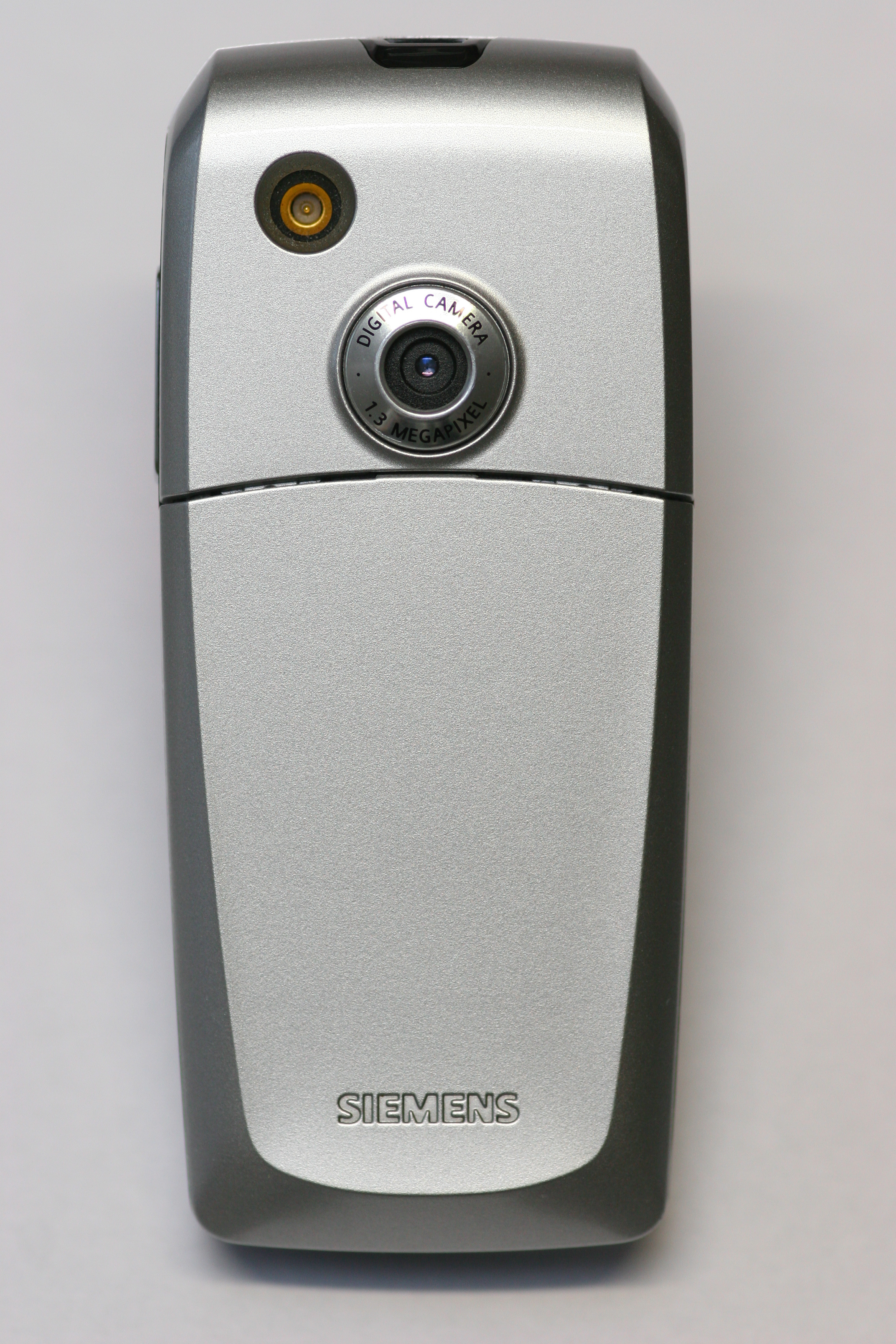
S65-Rückseite